# Liste des députés européens d'Italie de la 8e législature

Cet article présente la liste des députés européens d'Italie élus lors des élections européennes de 2014 en Italie.

## Députés européens élus en 2014
| Nom                    | Circonscription | Parti | Parti                       | Groupe parlementaire européen |
| ---------------------- | --------------- | ----- | --------------------------- | ----------------------------- |
| Isabella Adinolfi      | Sud             |       | Mouvement 5 étoiles         | ELDD                          |
| Marco Affronte         | Nord-Est        |       | Mouvement 5 étoiles         | ELDD                          |
| Laura Agea             | Centre          |       | Mouvement 5 étoiles         | ELDD                          |
| Daniela Aiuto          | Sud             |       | Mouvement 5 étoiles         | ELDD                          |
| Tiziana Beghin         | Nord-Ouest      |       | Mouvement 5 étoiles         | ELDD                          |
| Brando Benifei         | Nord-Ouest      |       | Parti démocrate             | S&D                           |
| Goffredo Bettini       | Centre          |       | Parti démocrate             | S&D                           |
| Mara Bizzotto          | Nord-Est        |       | Ligue du Nord               | NI                            |
| Simona Bonafè          | Centre          |       | Parti démocrate             | S&D                           |
| Mario Borghezio        | Centre          |       | Ligue du Nord               | NI                            |
| David Borrelli         | Nord-Est        |       | Mouvement 5 étoiles         | ELDD                          |
| Mercedes Bresso        | Nord-Ouest      |       | Parti démocrate             | S&D                           |
| Renata Briano          | Nord-Ouest      |       | Parti démocrate             | S&D                           |
| Gianluca Buonanno      | Nord-Ouest      |       | Ligue du Nord               | NI                            |
| Nicola Caputo          | Sud             |       | Parti démocrate             | S&D                           |
| Fabio Massimo Castaldo | Centre          |       | Mouvement 5 étoiles         | ELDD                          |
| Lorenzo Cesa           | Sud             |       | Union de centre             | PPE                           |
| Caterina Chinnici      | Îles            |       | Parti démocrate             | S&D                           |
| Salvatore Cicu         | Îles            |       | Forza Italia                | PPE                           |
| Alberto Cirio          | Nord-Ouest      |       | Forza Italia                | PPE                           |
| Sergio Cofferati       | Nord-Ouest      |       | Parti démocrate             | S&D                           |
| Lara Comi              | Nord-Ouest      |       | Forza Italia                | PPE                           |
| Ignazio Corrao         | Îles            |       | Mouvement 5 étoiles         | ELDD                          |
| Silvia Costa           | Centre          |       | Parti démocrate             | S&D                           |
| Andrea Cozzolino       | Sud             |       | Parti démocrate             | S&D                           |
| Rosa D'Amato           | Sud             |       | Mouvement 5 étoiles         | ELDD                          |
| Nicola Danti           | Centre          |       | Parti démocrate             | S&D                           |
| Paolo De Castro        | Nord-Est        |       | Parti démocrate             | S&D                           |
| Isabella De Monte      | Nord-Est        |       | Parti démocrate             | S&D                           |
| Herbert Dorfmann       | Nord-Est        |       | Südtiroler Volkspartei      | PPE                           |
| Eleonora Evi           | Nord-Ouest      |       | Mouvement 5 étoiles         | ELDD                          |
| Laura Ferrara          | Sud             |       | Mouvement 5 étoiles         | ELDD                          |
| Raffaele Fitto         | Sud             |       | Forza Italia                | PPE                           |
| Flavio Tosi            | Nord-Est        |       | Ligue du Nord               | NI                            |
| Eleonora Forenza       | Sud             |       | L'autre Europe avec Tsipras | GUE/NGL                       |
| Elisabetta Gardini     | Nord-Est        |       | Forza Italia                | PPE                           |
| Enrico Gasbarra        | Centre          |       | Parti démocrate             | S&D                           |
| Elena Gentile          | Sud             |       | Parti démocrate             | S&D                           |
| Michela Giuffrida      | Îles            |       | Parti démocrate             | S&D                           |
| Roberto Gualtieri      | Centre          |       | Parti démocrate             | S&D                           |
| Cécile Kyenge          | Nord-Est        |       | Parti démocrate             | S&D                           |
| Giovanni La Via        | Îles            |       | Nouveau Centre-droit        | PPE                           |
| Fulvio Martusciello    | Sud             |       | Forza Italia                | PPE                           |
| Barbara Matera         | Sud             |       | Forza Italia                | PPE                           |
| Giulia Moi             | Îles            |       | Mouvement 5 étoiles         | ELDD                          |
| Alessandra Moretti     | Nord-Est        |       | Parti démocrate             | S&D                           |
| Luigi Morgano          | Nord-Ouest      |       | Parti démocrate             | S&D                           |
| Alessia Mosca          | Nord-Ouest      |       | Parti démocrate             | S&D                           |
| Curzio Maltese         | Nord-Ouest      |       | L'autre Europe avec Tsipras | GUE/NGL                       |
| Alessandra Mussolini   | Centre          |       | Forza Italia                | PPE                           |
| Antonio Panzeri        | Nord-Ouest      |       | Parti démocrate             | S&D                           |
| Massimo Paolucci       | Sud             |       | Parti démocrate             | S&D                           |
| Aldo Patriciello       | Sud             |       | Forza Italia                | PPE                           |
| Piernicola Pedicini    | Sud             |       | Mouvement 5 étoiles         | ELDD                          |
| Pina Picierno          | Sud             |       | Parti démocrate             | S&D                           |
| Gianni Pittella        | Sud             |       | Parti démocrate             | S&D                           |
| Salvo Pogliese         | Îles            |       | Forza Italia                | PPE                           |
| Massimiliano Salini    | Nord-Ouest      |       | Nouveau Centre-droit        | PPE                           |
| Matteo Salvini         | Nord-Ouest      |       | Ligue du Nord               | NI                            |
| David Sassoli          | Centre          |       | Parti démocrate             | S&D                           |
| Elly Schlein           | Nord-Est        |       | Parti démocrate             | S&D                           |
| Remo Sernagiotto       | Nord-Est        |       | Forza Italia                | PPE                           |
| Renato Soru            | Îles            |       | Parti démocrate             | S&D                           |
| Barbara Spinelli       | Centre          |       | L'autre Europe avec Tsipras | GUE/NGL                       |
| Antonio Tajani         | Centre          |       | Forza Italia                | PPE                           |
| Dario Tamburrano       | Centre          |       | Mouvement 5 étoiles         | ELDD                          |
| Patrizia Toia          | Nord-Ouest      |       | Parti démocrate             | S&D                           |
| Giovanni Toti          | Nord-Ouest      |       | Forza Italia                | PPE                           |
| Marco Valli            | Nord-Ouest      |       | Mouvement 5 étoiles         | ELDD                          |
| Daniele Viotti         | Nord-Ouest      |       | Parti démocrate             | S&D                           |
| Marco Zanni            | Nord-Ouest      |       | Mouvement 5 étoiles         | ELDD                          |
| Flavio Zanonato        | Nord-Est        |       | Parti démocrate             | S&D                           |
| Marco Zullo            | Nord-Est        |       | Mouvement 5 étoiles         | ELDD                          |

## Entrants et sortants
| Entrant              | Parti           | Groupe | En remplacement de  | Date            | Motif                                                |
| -------------------- | --------------- | ------ | ------------------- | --------------- | ---------------------------------------------------- |
| Lorenzo Fontana      | Ligue du Nord   | NI     | Flavio Tosi         | 11 juillet 2014 | Flavio Tosi démissionne pour rester maire de Vérone. |
| Damiano Zoffoli      | Parti démocrate | S&D    | Alessandra Moretti  | 18 février 2015 |                                                      |
| Stefano Maullu       | Forza Italia    | PPE    | Giovanni Toti       | 13 juillet 2015 | Élu président de la région Ligurie                   |
| Angelo Ciocca        | Ligue du Nord   | ENL    | Gianluca Buonanno   | 7 juillet 2016  | Décès du prédécesseur                                |
| Giancarlo Scottà     | Ligue du Nord   | ENL    | Matteo Salvini      | 17 avril 2018   | Élu au Sénat                                         |
| Danilo Oscar Lancini | Ligue du Nord   | ENL    | Lorenzo Fontana     | 17 avril 2018   | Élu à la Chambre des Députés                         |
| Giuseppe Ferrandino  | Parti démocrate | S&D    | Gianni Pittella     | 17 avril 2018   | Élu au Sénat                                         |
| Gianfranco Miccichè  | Forza Italia    | PPE    | Salvo Pogliese      | 19 juillet 2018 | Élu maire de Catane                                  |
| Innocenzo Leontini   | Forza Italia    | PPE    | Gianfranco Miccichè | 20 aout 2018    |                                                      |

## Changement d'affiliation
| Membre               | Parti       | Parti            | Groupe  | Groupe    | Date              |
| Membre               | Ancien      | Nouveau          | Ancien  | Nouveau   | Date              |
| -------------------- | ----------- | ---------------- | ------- | --------- | ----------------- |
| Sergio Cofferati     | PD          | Gauche italienne | S&D     | S&D       | 19 janvier 2015   |
| Barbara Spinelli     | AET         | Indépendante     | GUE/NGL | GUE/NGL   | 18 mai 2015       |
| Raffaele Fitto       | FI          | CeR              | PPE     | CRE       | 20 mai 2015       |
| Elly Schlein         | PD          | Possibile        | S&D     | S&D       | 9 juin 2015       |
| Mara Bizzotto        | LN          | LN               | NI      | ENL       | 16 juin 2015      |
| Mario Borghezio      | LN          | LN               | NI      | ENL       | 16 juin 2015      |
| Gianluca Buonanno    | LN          | LN               | NI      | ENL       | 16 juin 2015      |
| Lorenzo Fontana      | LN          | LN               | NI      | ENL       | 16 juin 2015      |
| Remo Sernagiotto     | FI          | CeR              | PPE     | CRE       | 7 juillet 2015    |
| Massimiliano Salini  | NCD         | FI               | PPE     | PPE       | 1er octobre 2015  |
| Renato Soru          | PD          | PD               | S&D     | NI        | 9 mai 2016        |
| Alessandra Mussolini | FI          | FI               | PPE     | NI        | 1er décembre 2016 |
| Alessandra Mussolini | FI          | FI               | NI      | PPE       | 12 décembre 2016  |
| Marco Affronte       | M5S         | Indépendant      | ELDD    | Verts/ALE | 11 janvier 2017   |
| Marco Zanni          | M5S         | Indépendant      | ELDD    | ENL       | 11 janvier 2017   |
| Raffaele Fitto       | CeR         | DI               | CRE     | CRE       | 28 janvier 2017   |
| Remo Sernagiotto     | CeR         | DI               | CRE     | CRE       | 28 janvier 2017   |
| Antonio Panzeri      | PD          | MDP              | S&D     | S&D       | 25 février 2017   |
| Massimo Paolucci     | PD          | MDP              | S&D     | S&D       | 25 février 2017   |
| Flavio Zanonato      | PD          | MDP              | S&D     | S&D       | 25 février 2017   |
| Giovanni La Via      | NCD         | AP               | PPE     | PPE       | 18 mars 2017      |
| David Borrelli       | M5S         | Indépendant      | ELDD    | NI        | 13 février 2018   |
| Giovanni La Via      | AP          | FI               | PPE     | PPE       | février 2018      |
| Marco Zanni          | Indépendant | LN               | ENL     | ENL       | mai 2018          |
| Stefano Maullu       | FI          | FdI              | PPE     | CRE       | novembre 2018     |
| Giulia Moi           | M5S         | Indépendante     | ELDD    | ELDD      | décembre 2018     |
| Marco Valli          | M5S         | Indépendant      | ELDD    | ELDD      | décembre 2018     |
| Innocenzo Leontini   | FI          | FdI              | CRE     | CRE       | janvier 2019      |
| David Borrelli       | Indépendant | Indépendant      | NI      | ADLE      | avril 2019        |